# Gaio Giulio Solino
Gaio Giulio Solino (in latino Gaius Iulius Solinus; 210 circa – dopo il 258?) è stato uno scrittore romano vissuto fra la prima metà e la fine del III secolo.

## Collectanea rerum memorabilium
Sono ignoti i dati biografici.
Di lui è pervenuta un'opera, i Collectanea rerum memorabilium ("raccolta di cose memorabili"). Nel medioevo questa stessa opera fu nota anche sotto i titoli di Polyhistor ("il curioso", "l'erudito") oppure, ma più raramente, di De mirabilibus mundi ("sulle meraviglie del mondo").
L'opera, scritta in un latino molto "manieristico", è meramente compilativa. Lo scrittore attinge, infatti, a piene mani dalla Naturalis historia di Plinio il Vecchio, dalla Chorographia di Pomponio Mela, dall'opera di Svetonio e, con ogni probabilità, anche da quella di Marco Terenzio Varrone. Il Mommsen teorizza la possibilità che autori o opere non pervenutici altrimenti (per esempio Cornelio Bocco e, come detto, l'enciclopedia Roma di Svetonio) siano tra le altre possibili fonti.
Leggendo tali autori, Solino avrebbe annotato le cose più strane e meravigliose inerenti a popoli, usanze, animali e piante illustrandole all'interno di una cornice geografica.
Il testo è dedicato ad un certo Aventus, forse uno dei consoli per l'anno 258. Segue una trattazione sulla storia di Roma dalle origini al principato di Augusto. Sono poi di seguito esaminate l'Italia, la Grecia, le regioni intorno al Mar Nero, la Germania, la Gallia, la Britannia, la Spagna. Seguono, poi, le province dell'Africa e la descrizione continua con l'Arabia, l'Asia minore, l'India e l'impero dei Parti.
Il testo fu oggetto di notevole rielaborazione, forse dallo stesso Solino, che in effetti, nella seconda epistola dedicatoria, definisce il proprio lavoro polyhistor. Nel medioevo, come detto, il termine divenne anche sinonimo dell'autore stesso.
Il tema meraviglioso del libro e la sua estensione molto ridotta rispetto alle opere di Plinio il Vecchio ne decretarono il successo nel medioevo, con alcuni rimaneggiamenti, di cui, in particolare, si ricordano quelli in esametri tradizionalmente attribuiti a Teodorico e a Pietro Diacono. Frutto dell'ammirazione per la sua opera nel Medioevo è anche il ruolo, parallelo a quello di Virgilio nella Divina Commedia, di accompagnatore del poeta Fazio degli Uberti nel suo Dittamondo.

## Edizioni e commenti
L'Editio Princeps dei Collectanea rerum memorabilium di Solino fu pubblicata a Venezia nel 1473. Nel corso del '500 ne furono pubblicate varie edizioni critiche da Johannes Camers (Vienna, 1520), Elias Vinetus (Poitiers, 1554), Martin Delrio (Anversa,1572; Lione, 1646). Tra i commenti più importanti sono da ricordare le Plinianae exercitationes (1689) di Claude Saumaise. La migliore edizione dell'opera di Solino è considerata quella curata da Theodor Mommsen nel 1895 con un'importante introduzione sui manoscritti utilizzati, le fonti di Solino e i suoi successivi compilatori. Tra le pochissime traduzioni, si può ricordare quella italiana di Giovanni Vincenzo Belprato (Venezia, 1559).